# Vlasta Chramostová
Vlasta Chramostová (Brno, 17 de noviembre de 1926-Praga, 6 de octubre de 2019) fue una actriz checa.

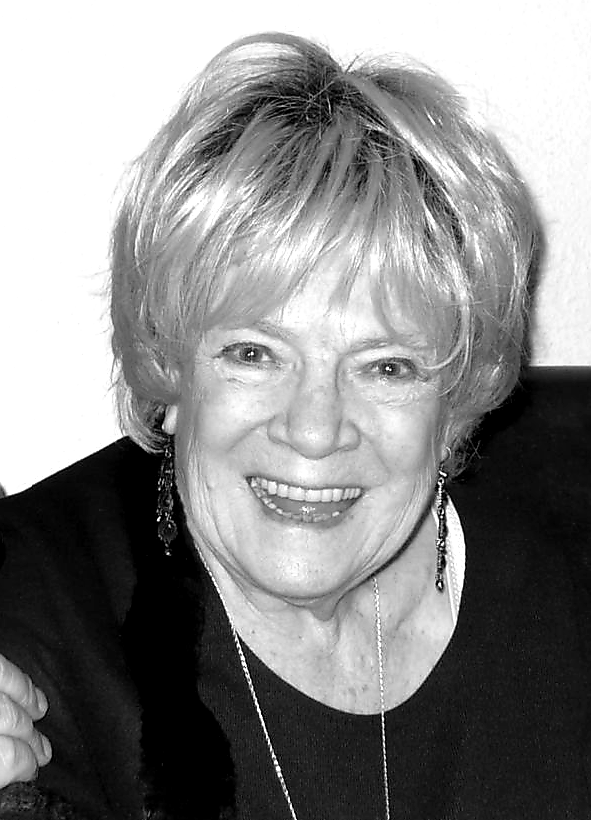
Vlasta Chramostová (2010)

## Biografía
Era la mayor de cinco hermanos. Su padre era el ingeniero eléctrico Vladimír Chramost. Creció en Skryje cerca de Rouchovany, pueblo que fue reubicado y abandonado en 1976 para la construcción de la central nuclear de Dukovany. 
Vlasta Chramostová estudió de 1941 a 1945 con Rudolf Walter y Zdeňek Gräfov en el Conservatorio Estatal de Brno.
Actuó en varios teatros, entre ellos el Teatro Vinohrady donde estuvo más de veinte años.De 1949 a 1969 también protagonizó 25 películas y series de televisión.
En 1968 tuvo lugar la Primavera de Praga, entre sus medidas represivas, se restringió la libertad artística. En 1969, a Vlasta Chramostová se le prohibió aparecer ante cámara y desde 1972 todas las actividades artísticas. En 1977 fue una de los primeros en firmar la Carta 77.  De 1976 a 1980 dirigió un teatro donde se representaban obras en apartamentos privados. En enero de 1989 participó en un funeral por Jan Palach por lo que fue encarcelada. Durante la Revolución de Terciopelo hubo una manifestación fuera del Teatro Vinohrady, donde ella preguntó a la gente: "¿Si no es así, cuándo? ¿Si nosotros no, quiénes?" Tras la revolución, la nombraron miembro honorario del Teatro Nacional. 
Fue nominada a los Premios León checo en 1998 y 1999.

### Vida privada
En 1950, Vlasta Chramostová se casó con el editor de radio Bohumil Pavlinec, luego amadrinó la boda de Otto Šling, condenado a muerte y ejecutado dos años después en el Proceso Slánský. Tras su divorcio de Pavlinec, vivió con el escultor Konrad Babraj con quien tuvo un hijo que falleció en accidente de coche a los cuatro años. En 1971 se casó con el camarógrafo Stanislav Milot y vivió con él hasta su muerte.
Vlasta Chramostová fue miembro del Partido Comunista de Checoslovaquia, y en su juventud trabajó para la ŠtB.